# Брави, Маги
Люсия Магдалена Ана Брави (исп. Lucía Magdalena Ana Bravi), профессионально известная как Маги Брави (исп. Magui Bravi; род. 15 октября 1987, Ла-Плата) — аргентинская актриса, танцовщица и телеведущая

## Биография
Родилась в Ла-Плате. Её отец итальянец, а мать испано-итальянка. В 5 лет Маги стала заниматься бальными танцами. Она посещала школу Линкольна в Ла-Плате и среднюю школу имени Виктора Мерканте, а также обучалась балету в школах «Аргентино» и «Колон» в Буэнос-Айресе и в лучшей аргентинской академии артистов балета, школе Хулио Бокка.
В 13 лет Брави получила свою первую работу в балетной труппе, а в 15 лет осуществила свою мечту — танцевать в труппе Иньяки Урлесаги в самом большом и престижном аргентинском театре «Колон».
Маги изучала философию в USAL, когда на первом телевизионном кастинге была выбрана для участия в танцевальном реалити-шоу, которое длилось 5 месяцев и которое она выиграла голосованием зрителей. После этой награды её выбрали для участия в аргентинской версии «Танцев со звёздами», где она стала финалисткой. Выступление в шоу принесло ей известность во всей Латинской Америке.

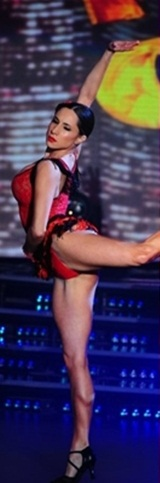
Маги Брави в 2012 году

Мечта Маги стать актрисой также осуществилась, и в течение нескольких лет она работала в театральных постановках разных жанров: комедии («Некоторые девушки» Нила ЛаБута), мюзиклах («Фуэрса Брута» и «Волшебник страны Оз» при участии Факундо Арана), драме («Битник»), а также развивает свои навыки хореографа («Клетка для парней»).
В 2017 году Маги снялась в своей первой комедии «Что может случиться?» режиссёров Андреса Тамборнино и Алехандро Груза, после чего начала сниматься в фильмах ужасов, чем заработала имя новой аргентинской королевы крика.

## Фильмография
- Что может случиться? (2018) — Антонелла
- Маленький поросёнок (2018) — Сара (озвучка)
- Кабрито (2020) — Ирма (озвучка)
- Уиджа. Проклятое зеркало (2020) — Эрика
- Сожженный заживо (2021) — Пигги (озвучка)
- Форма леса (2021) — Эмилия
- Что воды оставили позади: Шрамы (2022) — Карла
- Фанат (2022) — Химена (телесериал)
- Сноб (2022) — Люсия Лопес
- Уиджи. Потустороннее измерение (2023) — Энн
- Ублюдки (2023) — Карла

## Награды и номинации
- Fear Fame Film Festival 2022: почётное упоминание («Сноб»)